# 平胃散
平胃散出自中医方剂的《太平惠民和剂局方》,仅有六味中药组成，该方的功效为燥湿运脾、行气和胃，是治疗湿滞脾胃的方剂。可见的症状有脘腹胀满，不思饮食，口淡无味，呕吐恶心，嗳气吞酸，常多自利，肢体沉重，怠惰嗜卧，苔白腻而厚，脉缓是湿浊内盛症的体征。
本方的组成为：苍术、厚朴、陈皮、甘草、生姜、大枣。水煎服，煎分两次服。

## 方解
中医方剂学认为：湿滞脾胃症的主要病机源于湿困脾胃、气滞于中所导致的。方中的苍术可以燥湿健脾，使湿去脾运有权，脾健则湿邪得化。厚朴因其辛苦性温，达到行气消满，另有芳香苦燥之性，可有行气兼燥湿之功。陈皮以理气和胃，芳香醒脾以助苍术、厚朴祛湿之效。甘草缓急和中，调和诸药。生姜、大枣用以调和脾胃。

## 附方
不换金正气散，又名藿香平胃散，同样也出自《太平惠民和剂局方》。是本方加入藿香(9克)、半夏(6克)而成。用于感受不正之气，脾胃食滞，腹痛呕吐，舌苔白腻等症。
平陈散，出自《症因脉治》，是本方加入祛痰化湿的二陈汤(半夏、陈皮、茯苓、甘草)而成。用于脾胃运化不食，湿痰内阻，胸膈痞闷，或有呕吐泄泻，症情较平胃散症为重。

## 外部連結
- 平胃散 中藥方劑圖像數據庫 (香港浸會大學中醫藥學院) （中文）（英文）